# براتوشکووو
براتوشکووو (به بلغاری: Bratushkovo) روستایی در بلغارستان است که در استان صوفیه واقع شده‌است. براتوشکووو ۴۷ نفر جمعیت دارد و ۶۴۴ متر بالاتر از سطح دریا واقع شده‌است.